# Het diner van Manus
Het diner van Manus is een hoorspel naar een verhaal van Justus van Maurik. Ben Wolken bewerkte het en de NCRV zond het uit op maandag 15 augustus 1966 (met een herhaling op woensdag 31 januari 1968), als vijfde deel van de reeks Fondant bij de koffie. Serie bitterzoete verhalen rond de eeuwwisseling. De regisseur was Johan Wolder. De uitzending duurde 30 minuten.

## Rolbezetting
- Frans Somers (Van Maurik)
- Wam Heskes (Manus)
- Paul van der Lek (hotelier)
- Hans Karsenbarg (kelner)
- Lex Schoorel (Duitse gast)
- Jan Borkus (Engelse gast)

## Inhoud
Manus was een van de populaire stadsfiguren, een goedmoedige hollebolle Gijs, die kon eten zonder weerga. Deze Manus was ook wel te vangen voor een studentikoze grap, en zo kon het gebeuren dat hij eens in zijn lakense pak aanzat aan een diner. Hij liet het zich bijzonder goed smaken, terwijl hij en passant verschillende tafelgenoten bij de neus nam, en niet in minst zijn "opdrachtgever"...